# Ascoli Calcio 1898 FC
El Ascoli Calcio 1898 FC es un club de fútbol de Italia, con sede en Ascoli Piceno, en la región de las Marcas. Fue fundado en 1898 y refundado en 2014. Compite en la Serie C, tercera categoría del fútbol italiano.
Fundado en 1898, el Ascoli es uno de los clubes más antiguos de Italia. Ha disputado 16 temporadas en la Serie A, siendo el cuarto puesto de la temporada 1979-80 su mejor resultado hasta la fecha.

## Historia
El club se funda en 1898 con el nombre de Candido Augusto Vecchi. El equipo cambió de nombre varias veces: Ascoli Vigor (1905), U.S. Ascolana (1921), A.S. Ascoli (1945) y Ascoli Calcio 1898 (1971). En 2014 desapareció por quiebra y fue fundado un nuevo club, el Ascoli Picchio F.C. 1898, que adquirió los derechos deportivos del antiguo conjunto. El 18 de julio de 2018 el club comunicó el cambio de denominación a Ascoli Calcio 1898 FC.

## Estadio

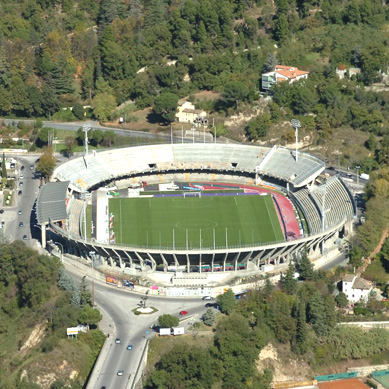
Estadio Del Duca.

Estadio inaugurado en 1962, con capacidad para 20.550 personas. Sus dimensiones son de 105x65 metros.
El estadio recibe su nombre en honor de Cino Del Duca, que salva al club de la bancarratota en 1955.

## Palmarés

### Torneos nacionales
- Serie B (2): 1977-78, 1985-86
- Supercopa de la Serie C (1): 2002

### Torneos interregionales
- Serie C1 (1): 2001-02 (Grupo B)
- Lega Pro (1): 2014-15 (Grupo B)

### Torneos regionales
- Campionato Marchigiano (3): 1926-27, 1937-38, 1956-57

### Torneos internacionales amistosos
- Copa Mitropa (1): 1986-87